# 箭乌贼
箭烏賊（學名：Belemnotheutis）是生存於侏羅紀中晚期的一屬箭石，生活在中等深度的海域，其身體特徵與現代的烏賊相似，與烏賊一樣利用從套膜後部噴水的方式在水中游動，利用帶有小鉤和吸盤的10條臂肢捕捉獵物。牠們的化石目前只被發現於歐洲。

## 特徵
箭烏賊長有十條臂肢，臂肢上有小鉤及吸盤。頭部和烏賊一樣有二片鰭。帶氣室的閉錐呈錐狀縮小至尖端。尾部薄薄的護甲有時會保存下來。

## 物種[4][5]
- Belemnotheutis antiquus Pearce, 1842
- Belemnotheutis polonica Makowski, 1952
- Belemnotheutis mayri Engeser & Reitner, 1981

Belemnotheutis montefiorei已被置入閉箭石屬，而B. rosenkrantzi則被置入Groenlandibelus屬之下。